# 陳子斌 (1899年)
陳子斌（1899年—1942年4月29日），河北省深州市陳屯人。共產黨黨員。曾任八路軍一二九師青年抗日游擊縱隊第二團團長。

## 生平
1925年在山東省受聘為書記員，不久後辭職回鄉。1938年5月青年抗日義勇軍改編為八路軍一二九師青年抗日游擊縱隊，陳任第二團團長，1940年青縱二團改為新四旅第十團，同年由政委吳宗先介紹加入共產黨。1942年4月29日陳率第十團駐威縣東南下堡寺以北杏園附近，清晨時日軍進攻，陳子斌在撤退途中殉國。中共建政後在威縣建立四二九烈士陵園，以紀念當時在此犧牲的陳子斌等人。2014年9月14日民政部公佈的第一批著名抗日英烈。